# I. Anheszenpepi
I. Anheszenpepi, más néven I. Anheszenmeriré ókori egyiptomi királyné a VI. dinasztia idején. Ő és testvére, II. Anheszenpepi Hui és Nebet vezír lányai voltak, fivérük Dzsau vezír. Mindkét lány I. Pepi fáraóhoz ment feleségül, az ő tiszteletére vették fel az Anheszenpepi („Az ő élete Pepié”) nevet, de előfordul nevük Anheszenmeriré („Az ő élete Meriréé”; a Meriré a fáraó trónneve volt) alakban is.
Mindkét királynénak született gyermeke Pepitől: I. Anheszenpepi fia volt Pepi közvetlen utódja, I. Nemtiemszaf, aki csak pár évig uralkodott; II. Anheszenpepi fia volt az őt követő II. Pepi. A két királynét együtt említik fivérük abüdoszi sztéléjén. Említik piramisában is, valamint egy feliraton, ami ma Berlinben található, és egy abüdoszi dekrétumon.
Címei: A jogar úrnője (wrt-ḥts), Aki látja Hóruszt és Széthet (m33t-ḥrw-stš), Nagy kegyben álló (wrt-ḥzwt), A Men-nofer-Meriré piramis királynéja (ḥmt-nỉswt mn-nfr-mrỉ-rˁ), A király szeretett felesége (ḥmt-nỉswt mrỉỉ.t=f), Hórusz társa (smr.t-ḥrw), Hórusz társa (tỉst-ḥrw), A nagy kísérője (ḫt.t wr), A király anyja (mwt-nỉswt), A Ha-nofer-merenré piramis királyának anyja (mwt-nỉswt-bỉtỉ ḫˁ-nfr-mr-n-rˁ és mwt-nỉswt ḫˁ-nfr-mr-n-rˁ).